# Storm (Victor Crone-dal)
A Storm (magyarul: Vihar) Victor Crone svéd énekes dala, amellyel Észtországot képviselte a 2019-es Eurovíziós Dalfesztiválon, Tel-Avivban.

## Eurovíziós Dalfesztivál
A dal a 2019. február 16-án rendezett észt nemzeti döntőben, az Eesti Laulban nyerte el az indulás jogát, ahol a zsűri és a nézői szavazatok együttese alakította ki a végeredményt.
A dalt az Eurovíziós Dalfesztiválon először a május 14-i első elődöntőben adta elő, fellépési sorrendben tizennegyedikként az Izlandot képviselő Hatari Hatrið mun sigra című dala után és a Portugáliát képviselő Conan Osíris Telemóveis című dala előtt. Az elődöntőből a negyedik helyen jutott tovább a május 18-i döntőbe, ahol fellépési sorrendben tizennyolcadikként lépett fel ismételten az Izlandot képviselő Hatari Hatrið mun sigra című dala után és a Fehéroroszországot képviselő ZENA Like It című dala előtt. A pontozás során a zsűri szavazáson összesítésben a huszadik helyen végzett 28 ponttal, míg a nézői szavazáson a tizenhatodik helyen végzett 48 ponttal, így összesítésben 76 ponttal a verseny huszadik helyezettje lett.
A következő észt induló Uku Suviste What Love Is című dala lett volna a 2020-as Eurovíziós Dalfesztiválon.

## Külső hivatkozások
- Dalszöveg
- A dal előadása az észt nemzeti döntőben. YouTube-videó, Eurovision Song Contest, 2019. február 16.